# 黒須隆一
黒須 隆一（くろす りゅういち、1942年（昭和17年）1月20日 - ）は、日本の政治家。東京都市長会顧問。東京都生まれ。台湾・高雄市名誉市民。
東京都八王子市長（3期）、八王子市議会議員（3期）、東京都議会議員（2期）を務めた。

## 来歴・人物
東京府西多摩郡小河内村（現：奥多摩町）出身。東京都立南多摩高等学校卒業。1964年に武蔵大学経済学部経営学科を卒業後、家業である黒須建設に入社。1975年から1985年まで八王子市議会議員、1993年から2000年までは東京都議会議員。2000年1月に八王子市長選挙に初当選、2000年から2012年まで3期12年にわたり八王子市長を務める。2012年1月に70歳になったことを期に引退。
子は1男1女。趣味は読書・ゴルフ（ハンデ20）、海外旅行、自動車。黒須建設入社時から自動車レースに熱中し、1968年から日本グランプリに3連続出場、1971年のマカオグランプリ出場をもってレースを引退した。当時の愛車はホンダS800。

### 市議・都議
家業である黒須建設の社員を経て、1975年から1985年まで八王子市議会議員（3期）、1993年から2000年まで東京都議会議員（2期）を務める。都議時代は自由民主党に所属していた。市議時代の秘書のうちの1人に、自民党の萩生田光一衆議院議員がいる。

### 八王子市長
- 2000年1月、八王子市長選挙に自民党推薦で立候補して初当選。
  - 八王子大丸（1985年閉店[5]）跡地の商業施設「FAM」が1994年に閉店後、長年空きビルとなり荒廃した姿を晒していたことが地元商店街や地域住民から問題視されていたが、黒須市長はこれに対し2000年の第3回定例市議会で「八王子の中心市街地衰退の象徴だと認識している」と述べた[5]。「FAM」の復活をその後の施策の一つとしていたが結局実現せず[5]、ビルは翌2001年に不動産業者に売却され解体、2003年に高層マンションが建設された。
- 2004年1月、八王子市長に再選。
  - 文部科学省中央教育審議会初等中等教育分科会臨時委員[6]、首都圏中央連絡道路建設促進協議会会長を務める。
- 2008年1月の八王子市長選挙では、自民・公明2党及び連合東京の推薦を受けて立候補。共産・社民・ネット3党が推薦する候補を破り、3選した。民主党はこの選挙で候補を擁立せず自主投票であった。
  - 2011年、そごう八王子店閉店の知らせを受けて「八王子の中心市街地の顔。その顔がなくなるのは衝撃だ。赤字と知ってはいたが、百貨店業界の厳しさを痛感した」と語った[7]。
  - 2011年民主党政権の政策（子ども手当てや高速道路無料化など）を評価する東京都の首長アンケートに「実現できるもの、その必要性を感じるものは何一つない」と答えた[8]。
- 2012年1月22日投票の八王子市長選挙では「立候補を行わず引退する」ことを表明[9]。
  - 後継者として、東京都議会の議員経験を有する石森孝志を指名した[10]。

#### 八王子市長としての活動
- 八王子駅南口地区市街地再開発事業。サザンスカイタワー八王子、同施設内オリンパスホール八王子、セレオ八王子南館など等の建設を行った[要出典]。
- 企業を連携させる「首都圏情報産業特区・八王子」構想推進協議会（サイバーシルクロード八王子）の創立[4]、市が指定した地域での事業所新増設に対する税の実質的な還付条例の制定（いきいき企業支援条例）[11][4]、本社誘致[12]などの産業振興政策を実施。
- ラスパイレス指数の改善（2000年106.2→2008年104.2。2004年には101.7と大きく改善したが再び上昇に転じている[13]）。
- 職員数の削減[14][15]。
- 市立小学校・中学校の教員に対するパワーアップ研修[16]。
- ゴミ収集の有料化・個別回収化[要出典]。
- 2004年4月1日 - 不登校児童・生徒のための小中一貫校「八王子市立高尾山学園」開校[要出典]。
- 2010年11月9日 - 東京たま広域資源循環組合管理者に就任[17]。